# 아일랜드아이
아일랜드아이(일본어: アイランドアイ, Island eye)는 후쿠오카시 히가시구의 후쿠오카 아일랜드시티 내에 위치하고 있는 복합 시설이다. 2020년 3월 27일 정식으로 개업하였다. 관내에는 상업 시설을 필두로 하여, 하우스텐보스 가극장, 호텔, 다목적 홀, 회의장, 규슈 최대의 면세점 등은 물론, 기타 복합시설까지 완비되어 있다. 또한 쇼핑 센터 운영은 야즈야 등이 주로 수행한다.